# Laguna Joyuda
Laguna Joyuda es una reserva de agua natural ubicada en el municipio de Cabo Rojo en Puerto Rico.
La laguna es uno de los dos únicos reservorios naturales de la isla de Puerto Rico (el otro es la Laguna Tortuguero), y es el hogar de una amplia variedad de especies.
La laguna está conectada al océano a través de un pequeño canal en el sur de la misma, y se utiliza con frecuencia para la pesca.